# Алекса Стоилков
Алекса Янчев Стоилков е български революционер, деец на Вътрешната македоно-одринска революционна организация и Вътрешната македонска революционна организация.

## Биография
Роден е около 1870 година в струмишкото село Бориево, тогава в Османската империя. В 1901 година се присъединява към ВМОРО и служи като куриер и милиционер в селската чета на Бориево, а по-късно е и войвода на четата. През 1902 година четата му, в която е и брат му Христо, неочаквано среща трима бирници, с които влиза в сражение. Четата убива бирниците, но е обградена от пристигнала войска. Той е заловен и лежи 8 месеца в затвора Еди куле в Солун, докато брат му се измъква, но след около половин година загива в сражение в Кривопаланечко. Делегат е на Струмишкия окръжен конгрес от 1904 или 1905 година. Вследствие на предателство на гръцкия владика, отново е арестуван в засада при Шемкови орехи и е затворен в Еди куле, където лежи 6 месеца. Освободен е по липса на доказателства. Присъединява се към четата на Хаджи Иван. Преследват гръцка чета в района на Огражден. Продължава с революционната си дейност и след като Вардардска Македония попада в Сърбия.
На 22 април 1943 година, като жител на Бориево, подава молба за българска народна пенсия, която е одобрена и пенсията е отпусната от Министерския съвет на Царство България.